# ملیسا لاولی
ملیسا لاولی (انگلیسی: Melissa Lawley؛ زادهٔ ۲۸ آوریل ۱۹۹۴) بازیکن فوتبال اهل بریتانیا است.
از باشگاه‌هایی که در آن بازی کرده‌است می‌توان به باشگاه فوتبال زنان لیورپول و باشگاه فوتبال منچستر سیتی اشاره کرد.
وی همچنین در تیم‌های ملی فوتبال England women's national under-17 football team, England women's national under-19 football team, England women's national under-20 football team, England women's national under-23 football team، و زنان انگلستان بازی کرده‌است.